# Danh sách tiểu hành tinh: 1701–1800
| Tên                 | Tên đầu tiên | Ngày phát hiện       | Nơi phát hiện            | Người phát hiện                                        |
| ------------------- | ------------ | -------------------- | ------------------------ | ------------------------------------------------------ |
| 1701 Okavango       | 1953 NJ      | 6 tháng 7 năm 1953   | Johannesburg             | J. Churms                                              |
| 1702 Kalahari       | A924 NC      | 7 tháng 7 năm 1924   | Johannesburg             | E. Hertzsprung                                         |
| 1703 Barry          | 1930 RB      | 2 tháng 9 năm 1930   | Heidelberg               | M. F. Wolf                                             |
| 1704 Wachmann       | A924 EE      | 7 tháng 3 năm 1924   | Heidelberg               | K. Reinmuth                                            |
| 1705 Tapio          | 1941 SL1     | 16 tháng 9 năm 1941  | Turku                    | L. Oterma                                              |
| 1706 Dieckvoss      | 1931 TS      | 5 tháng 10 năm 1931  | Heidelberg               | K. Reinmuth                                            |
| 1707 Chantal        | 1932 RL      | 8 tháng 9 năm 1932   | Uccle                    | E. Delporte                                            |
| 1708 Pólit          | 1929 XA      | 1 tháng 12 năm 1929  | Barcelona                | J. Comas Solá                                          |
| 1709 Ukraina        | 1925 QA      | 16 tháng 8 năm 1925  | Crimea-Simeis            | G. Shajn                                               |
| 1710 Gothard        | 1941 UF      | 20 tháng 10 năm 1941 | Konkoly                  | G. Kulin                                               |
| 1711 Sandrine       | 1935 BB      | 29 tháng 1 năm 1935  | Uccle                    | E. Delporte                                            |
| 1712 Angola         | 1935 KC      | 28 tháng 5 năm 1935  | Johannesburg             | C. Jackson                                             |
| 1713 Bancilhon      | 1951 SC      | 27 tháng 9 năm 1951  | Algiers                  | L. Boyer                                               |
| 1714 Sy             | 1951 OA      | 25 tháng 7 năm 1951  | Algiers                  | L. Boyer                                               |
| 1715 Salli          | 1938 GK      | 9 tháng 4 năm 1938   | Turku                    | H. Alikoski                                            |
| 1716 Peter          | 1934 GF      | 4 tháng 4 năm 1934   | Heidelberg               | K. Reinmuth                                            |
| 1717 Arlon          | 1954 AC      | 8 tháng 1 năm 1954   | Uccle                    | S. J. Arend                                            |
| 1718 Namibia        | 1942 RX      | 14 tháng 9 năm 1942  | Turku                    | M. Väisälä                                             |
| 1719 Jens           | 1950 DP      | 17 tháng 2 năm 1950  | Heidelberg               | K. Reinmuth                                            |
| 1720 Niels          | 1935 CQ      | 7 tháng 2 năm 1935   | Heidelberg               | K. Reinmuth                                            |
| 1721 Wells          | 1953 TD3     | 3 tháng 10 năm 1953  | Brooklyn                 | Đại học Indiana                                        |
| 1722 Goffin         | 1938 EG      | 23 tháng 2 năm 1938  | Uccle                    | E. Delporte                                            |
| 1723 Klemola        | 1936 FX      | 18 tháng 3 năm 1936  | Turku                    | Y. Väisälä                                             |
| 1724 Vladimir       | 1932 DC      | 28 tháng 2 năm 1932  | Uccle                    | E. Delporte                                            |
| 1725 CrAO           | 1930 SK      | 20 tháng 9 năm 1930  | Crimea-Simeis            | G. N. Neujmin                                          |
| 1726 Hoffmeister    | 1933 OE      | 24 tháng 7 năm 1933  | Heidelberg               | K. Reinmuth                                            |
| 1727 Mette          | 1965 BA      | 25 tháng 1 năm 1965  | Bloemfontein             | A. D. Andrews                                          |
| 1728 Goethe Link    | 1964 TO      | 12 tháng 10 năm 1964 | Brooklyn                 | Đại học Indiana                                        |
| 1729 Beryl          | 1963 SL      | 19 tháng 9 năm 1963  | Brooklyn                 | Đại học Indiana                                        |
| 1730 Marceline      | 1936 UA      | 17 tháng 10 năm 1936 | Nice                     | M. Laugier                                             |
| 1731 Smuts          | 1948 PH      | 9 tháng 8 năm 1948   | Johannesburg             | E. L. Johnson                                          |
| 1732 Heike          | 1943 EY      | 9 tháng 3 năm 1943   | Heidelberg               | K. Reinmuth                                            |
| 1733 Silke          | 1938 DL1     | 19 tháng 2 năm 1938  | Heidelberg               | A. Bohrmann                                            |
| 1734 Zhongolovich   | 1928 TJ      | 11 tháng 10 năm 1928 | Crimea-Simeis            | G. N. Neujmin                                          |
| 1735 ITA            | 1948 RJ1     | 10 tháng 9 năm 1948  | Crimea-Simeis            | P. F. Shajn                                            |
| 1736 Floirac        | 1967 RA      | 6 tháng 9 năm 1967   | Bordeaux                 | G. Soulié                                              |
| 1737 Severny        | 1966 TJ      | 13 tháng 10 năm 1966 | Nauchnij                 | L. I. Chernykh                                         |
| 1738 Oosterhoff     | 1930 SP      | 16 tháng 9 năm 1930  | Johannesburg             | H. van Gent                                            |
| 1739 Meyermann      | 1939 PF      | 15 tháng 8 năm 1939  | Heidelberg               | K. Reinmuth                                            |
| 1740 Paavo Nurmi    | 1939 UA      | 18 tháng 10 năm 1939 | Turku                    | Y. Väisälä                                             |
| 1741 Giclas         | 1960 BC      | 26 tháng 1 năm 1960  | Brooklyn                 | Đại học Indiana                                        |
| 1742 Schaifers      | 1934 RO      | 7 tháng 9 năm 1934   | Heidelberg               | K. Reinmuth                                            |
| 1743 Schmidt        | 4109 P-L     | 24 tháng 9 năm 1960  | Palomar                  | C. J. van Houten, I. van Houten-Groeneveld, T. Gehrels |
| 1744 Harriet        | 6557 P-L     | 24 tháng 9 năm 1960  | Palomar                  | C. J. van Houten, I. van Houten-Groeneveld, T. Gehrels |
| 1745 Ferguson       | 1941 SY1     | 17 tháng 9 năm 1941  | Washington               | J. E. Willis                                           |
| 1746 Brouwer        | 1963 RF      | 14 tháng 9 năm 1963  | Brooklyn                 | Đại học Indiana                                        |
| 1747 Wright         | 1947 NH      | 14 tháng 7 năm 1947  | Mount Hamilton           | C. A. Wirtanen                                         |
| 1748 Mauderli       | 1966 RA      | 7 tháng 9 năm 1966   | Đài thiên văn Zimmerwald | P. Wild                                                |
| 1749 Telamon        | 1949 SB      | 23 tháng 9 năm 1949  | Heidelberg               | K. Reinmuth                                            |
| 1750 Eckert         | 1950 NA1     | 15 tháng 7 năm 1950  | Heidelberg               | K. Reinmuth                                            |
| 1751 Herget         | 1955 OC      | 27 tháng 7 năm 1955  | Brooklyn                 | Đại học Indiana                                        |
| 1752 van Herk       | 1930 OK      | 22 tháng 7 năm 1930  | Johannesburg             | H. van Gent                                            |
| 1753 Mieke          | 1934 JM      | 10 tháng 5 năm 1934  | Johannesburg             | H. van Gent                                            |
| 1754 Cunningham     | 1935 FE      | 29 tháng 3 năm 1935  | Uccle                    | E. Delporte                                            |
| 1755 Lorbach        | 1936 VD      | 8 tháng 11 năm 1936  | Nice                     | M. Laugier                                             |
| 1756 Giacobini      | 1937 YA      | 24 tháng 12 năm 1937 | Nice                     | A. Patry                                               |
| 1757 Porvoo         | 1939 FC      | 17 tháng 3 năm 1939  | Turku                    | Y. Väisälä                                             |
| 1758 Naantali       | 1942 DK      | 18 tháng 2 năm 1942  | Turku                    | L. Oterma                                              |
| 1759 Kienle         | 1942 RF      | 11 tháng 9 năm 1942  | Heidelberg               | K. Reinmuth                                            |
| 1760 Sandra         | 1950 GB      | 10 tháng 4 năm 1950  | Johannesburg             | E. L. Johnson                                          |
| 1761 Edmondson      | 1952 FN      | 30 tháng 3 năm 1952  | Brooklyn                 | Đại học Indiana                                        |
| 1762 Russell        | 1953 TZ      | 8 tháng 10 năm 1953  | Brooklyn                 | Đại học Indiana                                        |
| 1763 Williams       | 1953 TN2     | 13 tháng 10 năm 1953 | Brooklyn                 | Đại học Indiana                                        |
| 1764 Cogshall       | 1953 VM1     | 7 tháng 11 năm 1953  | Brooklyn                 | Đại học Indiana                                        |
| 1765 Wrubel         | 1957 XB      | 15 tháng 12 năm 1957 | Brooklyn                 | Đại học Indiana                                        |
| 1766 Slipher        | 1962 RF      | 7 tháng 9 năm 1962   | Brooklyn                 | Đại học Indiana                                        |
| 1767 Lampland       | 1962 RJ      | 7 tháng 9 năm 1962   | Brooklyn                 | Đại học Indiana                                        |
| 1768 Appenzella     | 1965 SA      | 23 tháng 9 năm 1965  | Đài thiên văn Zimmerwald | P. Wild                                                |
| 1769 Carlostorres   | 1966 QP      | 25 tháng 8 năm 1966  | Cordoba                  | Z. Pereyra                                             |
| 1770 Schlesinger    | 1967 JR      | 10 tháng 5 năm 1967  | El Leoncito              | C. U. Cesco, A. R. Klemola                             |
| 1771 Makover        | 1968 BD      | 24 tháng 1 năm 1968  | Nauchnij                 | L. I. Chernykh                                         |
| 1772 Gagarin        | 1968 CB      | 6 tháng 2 năm 1968   | Nauchnij                 | L. I. Chernykh                                         |
| 1773 Rumpelstilz    | 1968 HE      | 17 tháng 4 năm 1968  | Đài thiên văn Zimmerwald | P. Wild                                                |
| 1774 Kulikov        | 1968 UG1     | 22 tháng 10 năm 1968 | Nauchnij                 | T. M. Smirnova                                         |
| 1775 Zimmerwald     | 1969 JA      | 13 tháng 5 năm 1969  | Đài thiên văn Zimmerwald | P. Wild                                                |
| 1776 Kuiper         | 2520 P-L     | 24 tháng 9 năm 1960  | Palomar                  | C. J. van Houten, I. van Houten-Groeneveld, T. Gehrels |
| 1777 Gehrels        | 4007 P-L     | 24 tháng 9 năm 1960  | Palomar                  | C. J. van Houten, I. van Houten-Groeneveld, T. Gehrels |
| 1778 Alfvén         | 4506 P-L     | 16 tháng 9 năm 1960  | Palomar                  | C. J. van Houten, I. van Houten-Groeneveld, T. Gehrels |
| 1779 Paraná         | 1950 LZ      | 15 tháng 6 năm 1950  | La Plata Observatory     | M. Itzigsohn                                           |
| 1780 Kippes         | A906 RA      | 12 tháng 9 năm 1906  | Heidelberg               | A. Kopff                                               |
| 1781 Van Biesbroeck | A906 UB      | 17 tháng 10 năm 1906 | Heidelberg               | A. Kopff                                               |
| 1782 Schneller      | 1931 TL1     | 6 tháng 10 năm 1931  | Heidelberg               | K. Reinmuth                                            |
| 1783 Albitskij      | 1935 FJ      | 24 tháng 3 năm 1935  | Crimea-Simeis            | G. N. Neujmin                                          |
| 1784 Benguella      | 1935 MG      | 30 tháng 6 năm 1935  | Johannesburg             | C. Jackson                                             |
| 1785 Wurm           | 1941 CD      | 15 tháng 2 năm 1941  | Heidelberg               | K. Reinmuth                                            |
| 1786 Raahe          | 1948 TL      | 9 tháng 10 năm 1948  | Turku                    | H. Alikoski                                            |
| 1787 Chiny          | 1950 SK      | 19 tháng 9 năm 1950  | Uccle                    | S. J. Arend                                            |
| 1788 Kiess          | 1952 OZ      | 25 tháng 7 năm 1952  | Brooklyn                 | Đại học Indiana                                        |
| 1789 Dobrovolsky    | 1966 QC      | 19 tháng 8 năm 1966  | Nauchnij                 | L. I. Chernykh                                         |
| 1790 Volkov         | 1967 ER      | 9 tháng 3 năm 1967   | Nauchnij                 | L. I. Chernykh                                         |
| 1791 Patsayev       | 1967 RE      | 4 tháng 9 năm 1967   | Nauchnij                 | T. M. Smirnova                                         |
| 1792 Reni           | 1968 BG      | 24 tháng 1 năm 1968  | Nauchnij                 | L. I. Chernykh                                         |
| 1793 Zoya           | 1968 DW      | 28 tháng 2 năm 1968  | Nauchnij                 | T. M. Smirnova                                         |
| 1794 Finsen         | 1970 GA      | 7 tháng 4 năm 1970   | Hartbeespoort            | J. A. Bruwer                                           |
| 1795 Woltjer        | 4010 P-L     | 24 tháng 9 năm 1960  | Palomar                  | C. J. van Houten, I. van Houten-Groeneveld, T. Gehrels |
| 1796 Riga           | 1966 KB      | 16 tháng 5 năm 1966  | Nauchnij                 | N. S. Chernykh                                         |
| 1797 Schaumasse     | 1936 VH      | 15 tháng 11 năm 1936 | Nice                     | A. Patry                                               |
| 1798 Watts          | 1949 GC      | 4 tháng 4 năm 1949   | Brooklyn                 | Đại học Indiana                                        |
| 1799 Koussevitzky   | 1950 OE      | 25 tháng 7 năm 1950  | Brooklyn                 | Đại học Indiana                                        |
| 1800 Aguilar        | 1950 RJ      | 12 tháng 9 năm 1950  | La Plata Observatory     | M. Itzigsohn                                           |